# Thomas Costello
Thomas Joseph Costello (ur. 23 lutego 1929 w Camden, Nowy Jork, zm. 15 lutego 2019 w Syracuse) – amerykański duchowny katolicki, biskup pomocniczy Syracuse w latach 1978–2004.

## Życiorys
Święcenia kapłańskie otrzymał w dniu 5 czerwca 1954 i inkardynowany został do diecezji Syracuse.
2 stycznia 1978 papież Paweł VI mianował go biskupem pomocniczym Syracuse ze stolicą tytularną Perdices. Sakry udzielił mu ówczesny zwierzchnik diecezji bp Francis James Harrison. Na emeryturę przeszedł 23 marca 2004. Zmarł 15 lutego 2019, tydzień przed swoimi 90 urodzinami.